# Mélykút
Mélykút (en croata: Miljkut) es una ciudad en el condado de Bács-Kiskun, en la región de la Gran Llanura del Sur de Hungría en Bacska.

## Geografía
Tiene una superficie de 123,47 kilómetros cuadrados y tenía una población de 4 602 habitantes en 2024.